# Ochthebius pagotrichus
Ochthebius pagotrichus är en skalbaggsart som beskrevs av Perkins och Balfour-browne 1994. Ochthebius pagotrichus ingår i släktet Ochthebius och familjen vattenbrynsbaggar. Inga underarter finns listade i Catalogue of Life.